# 川上貴光
川上 貴光（かわかみ よしてる、1946年（昭和21年）1月24日 - ）は、日本のノンフィクション作家。父は元プロ野球選手・監督で読売巨人軍をV9に導いた川上哲治。母は宝塚歌劇団卒業生の代々木ゆかり（在団1936年 - 1944年）。
兵庫県神戸市出身。慶應義塾大学経済学部卒業。トヨタ自動車勤務を経て作家に転身。1992年、『父の背番号は16だった』でミズノスポーツライター賞を受賞。

## 著書
- 『父の背番号は16だった』（朝日新聞社、1991年、ISBN 4022562765; 文庫版朝日新聞社、1995年、ISBN 4022610700）
- 『“ムッシュ”になった男–吉田義男パリの1500日』（文藝春秋、1997年、ISBN 4163534202）
- 『髙橋真梨子 とびらを開けて』（文藝春秋、2000年、ISBN 4163560505）
- 『アリアは響いて : 大谷洌子-オペラひとすじの道』（グローバルヴィジョン、2003年、ISBN 4-902497-01-8）